# Infrastrukturdepartementet
Infrastrukturdepartementet var mellan den 1 april 2019 och 31 december 2022 ett departement i det svenska regeringskansliet. Infrastrukturdepartementet handlade frågor om transporter, infrastruktur, digitalisering, informationsteknik, post och energi. Departementets ansvarsområde in extenso fastställdes i instruktionen för Regeringskansliet.

## Ansvar och historia
Infrastrukturdepartementet bildades den 1 april 2019 och tog över vissa av de frågor som tidigare hanterades av Näringsdepartementet, Finansdepartementet samt Miljö- och energidepartementet.
Infrastrukturdepartementets föregångare är Kommunikationsdepartementet som lades ned den 31 december 1998. Under perioden 1999–2019 har departementets frågor främst hanterats på Näringsdepartementet.

## Statsråd
Departementschef var statsrådet med ansvar för infrastruktur, vanligtvis kallad infrastrukturminister. På departementet fanns också statsrådet som kallades energi- och digitaliseringsminister.
Efter tillträdet av Regeringen Kristersson var landsbygdsministern departementschef tills 31 december 2022 då departementetet lades ner. På departementet fanns också infrastruktur- och bostadsminister. Statsråden flyttades till Landsbygds- och infrastrukturdepartementet.  

### Statssekreterare

#### Hos infrastrukturministern
- Mattias Landgren 1 april 2019–2 augusti 2020[2]
- Malin Cederfeldt Östberg 3 augusti 2020–

#### Hos energi- och digitaliseringsministern
- Sebastian de Toro 1 april 2019–30 november 2021[2]
- Per Callenberg 6 december 2021[4]–

## Myndigheter underställda Infrastrukturdepartementet
Följande myndigheter är underställda Infrastrukturdepartementet (status 2019-04-01):
- Affärsverket svenska kraftnät
- Elsäkerhetsverket
- Energimarknadsinspektionen
- Luftfartsverket
- Myndigheten för digital förvaltning
- Oljekrisnämnden
- Post- och telestyrelsen
- Sjöfartsverket
- Statens energimyndighet
- Statens väg- och transportforskningsinstitut
- Trafikanalys
- Trafikverket
- Transportstyrelsen